# محفة

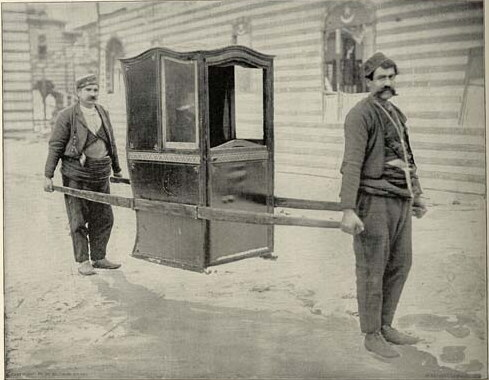
صورة للمحفة في تركيا، تعود لعام 1893.

المحفة (الجمع: مِحَفَّات، مَحَافّ) هي فئة من المركبات التي لا تستخدم فيها عجلة، والتي يحملها الرجال لنقل الأشخاص. استخدمت أشكال مختلفة من هذا النوع من المركبات في روما القديمة والصين وإنجلترا والهند وباكستان وكوريا وتركيا. تأخذ المحفة شكل كرسي أو سرير محمول على قضيبين طويلين يحملان على أكتاف أو بأيدي رجلين أو أكثر.

## معرض صور

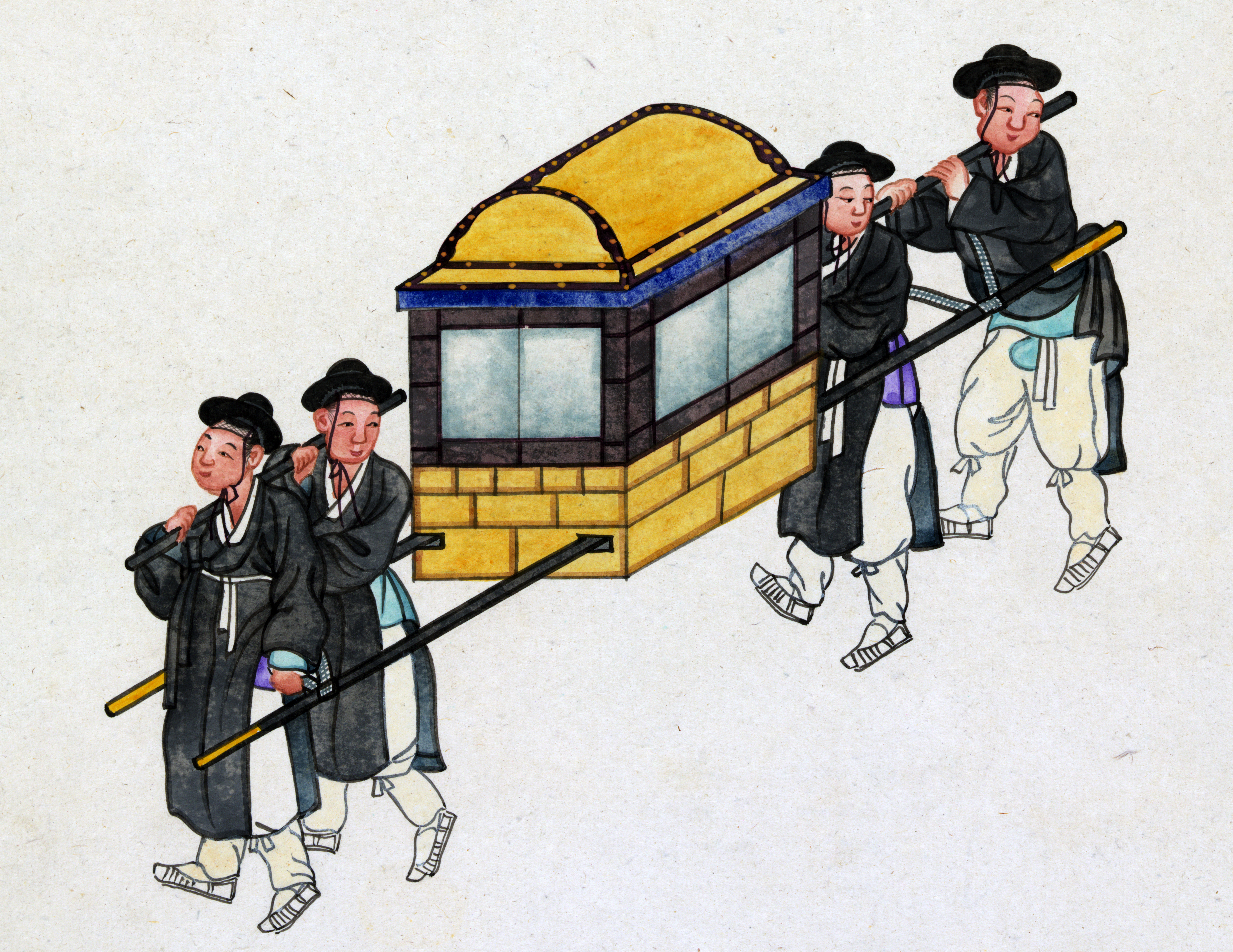
في كوريا 1890
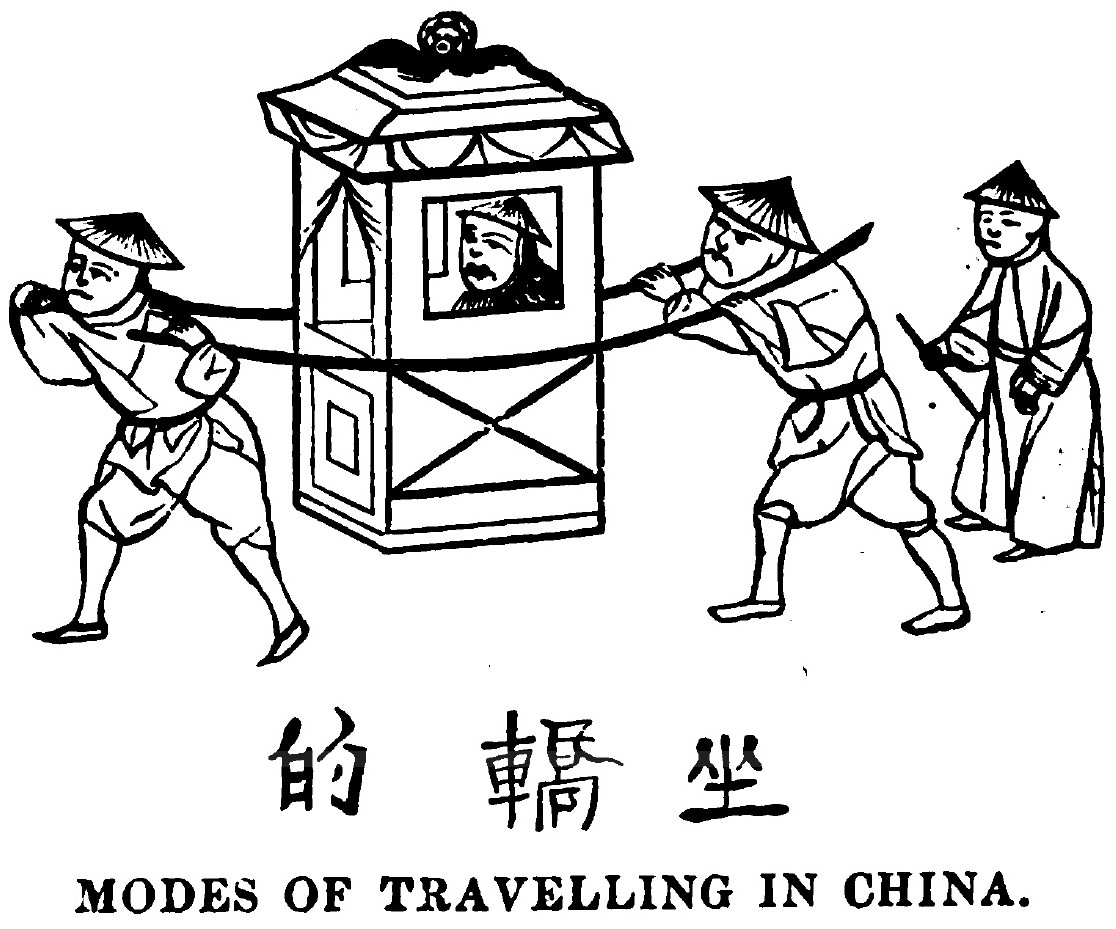
في الصين
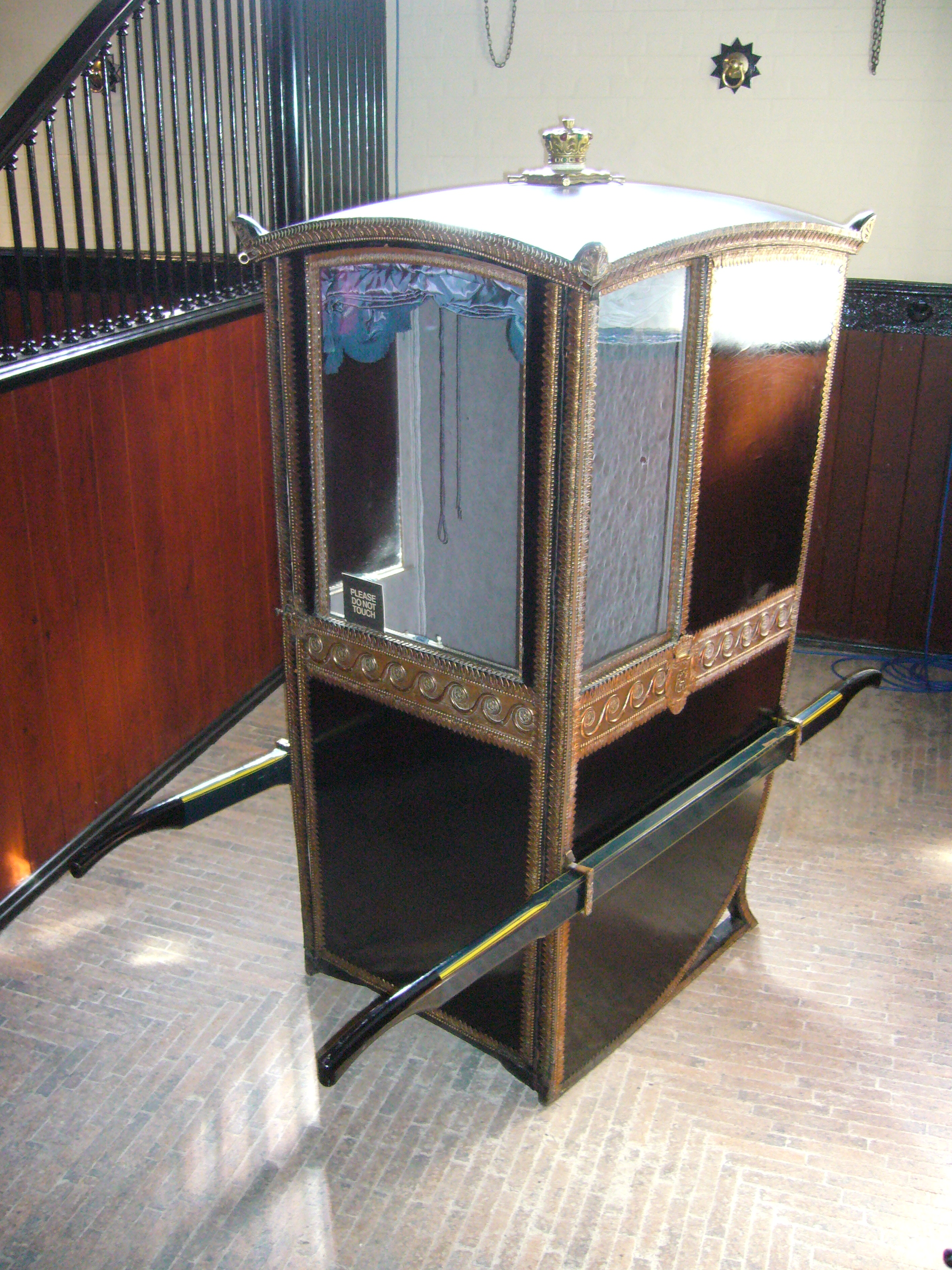
في بريطانيا في القرن الثامن عشر
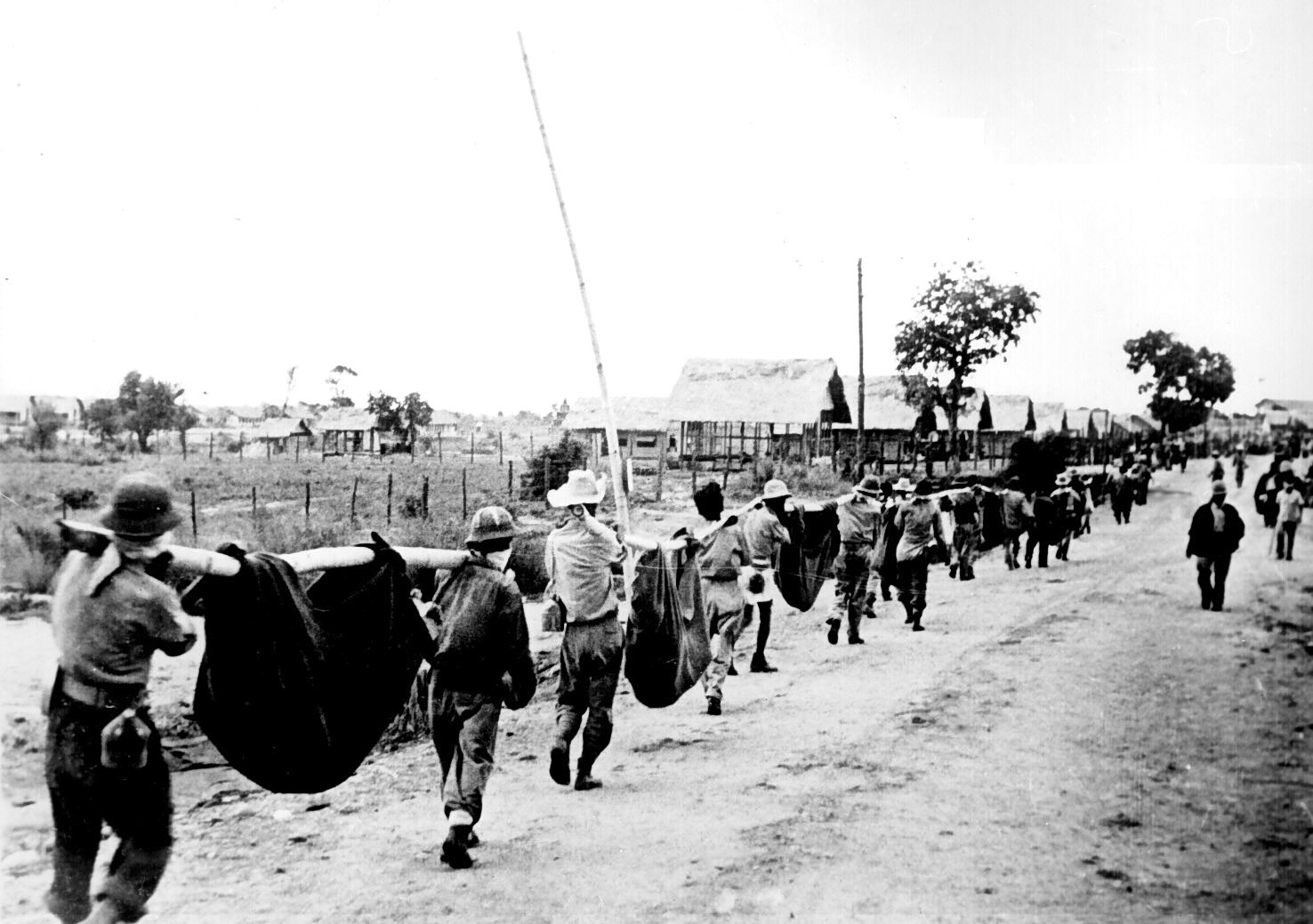
في الفلبين